# Myrtis fanny
El colibrí Myrtis, (Myrtis fanny), llamado también colibrí de Myrtis, colibrí hada elegante, estrellita gargantillada (en Ecuador), picaflor de Fanny o estrellita de collar púrpura (en Perú), es una especie de ave apodiforme de la familia Trochilidae —los colibríes—, la única perteneciente al género monotípico Myrtis. Es nativo del centro oeste de América del Sur. 

## Distribución y hábitat
Se distribuye a lo largo de la pendiente occidental de los Andes desde el oeste de Ecuador hasta el suroeste de Perú (Arequipa y Huánuco).
Esta especie es un residente común en sus hábitats nturales: los matorrales costeros áridos y semiáridos, bosques abiertos y jardines, desde tierras bajas hasta los 3000 m de altitud; en Ecuador es más numeroso entre 1000 y 2000 m.

## Sistemática

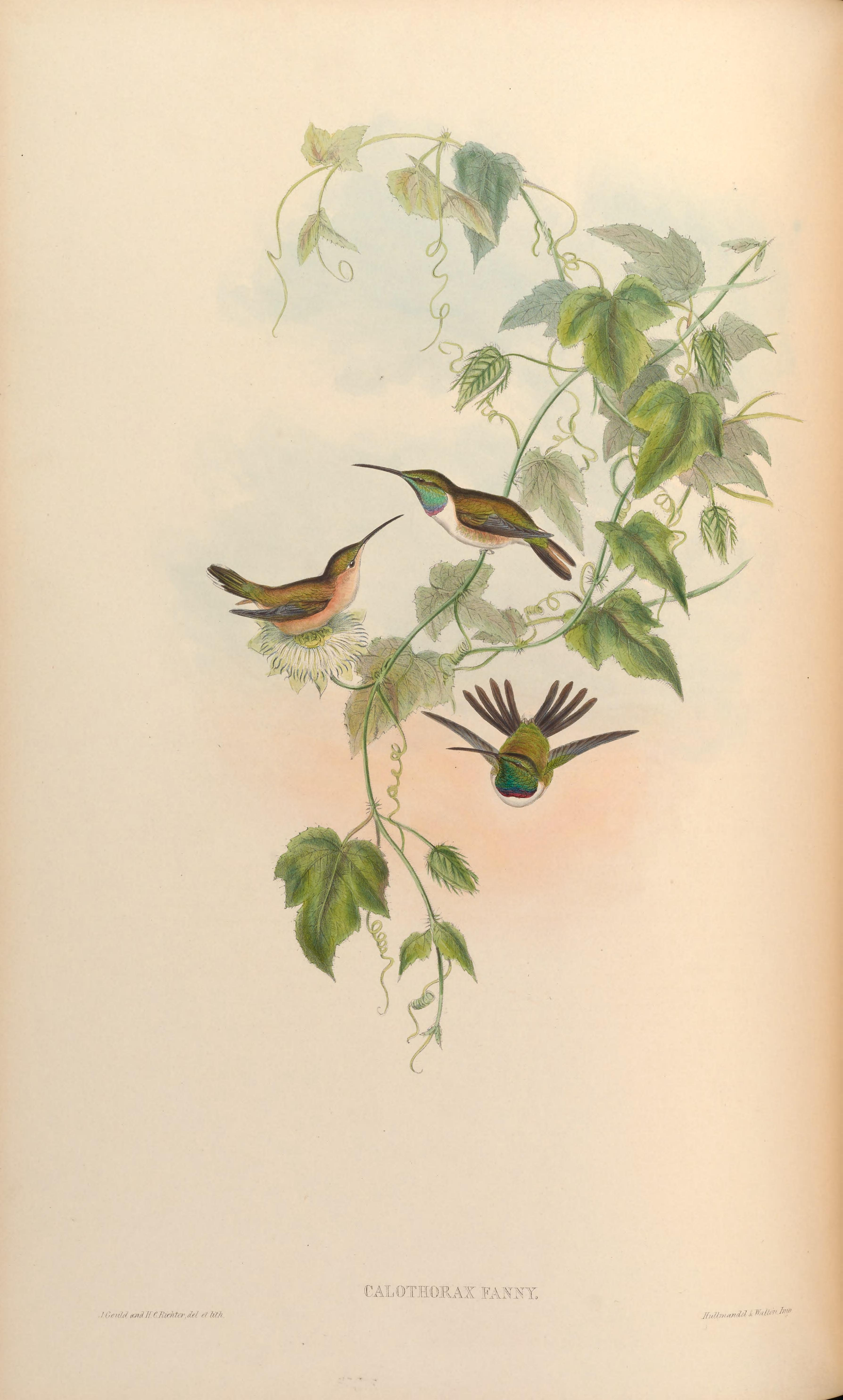
Calothorax fanny, sinónimo de Myrtis fanny, ilustración de Gould y Richter en A monograph of the Trochilidae, or family of humming-birds 3, 1861.

### Descripción original
La especie M. fanny fue descrita por primera vez por el ornitólogo francés Rene Primevère Lesson en 1838 bajo el nombre científico Ornismya fanny; se desconoce su localidad tipo, se asume «Perú».

### Etimología
El nombre genérico femenino «Myrtis» se refiere a la poetisa griega Mirtis de Antedón (fl. 500 A.C.), maestra de Corina y Píndaro; y el nombre de la especie «fanny», conmemora a Françoise ‘Fanny’ Victoire Rosalie Joséphine Gouÿe de Longuemare née Marsy (1796-1873) esposa del naturalista francés Agathe François Gouÿe de Longuemare.

### Subespecies
Según las clasificaciones del Congreso Ornitológico Internacional (IOC) y Clements Checklist/eBird  se reconocen dos subespecies, con su correspondiente distribución geográfica:
- Myrtis fanny fanny (Lesson), 1838 – oeste y sureste de Ecuador y oeste de Perú (Piura al sur hasta Arequipa).
- Myrtis fanny megalura J.T. Zimmer, 1953 – norte de Perú desde el sur de Cajamarca (Cajabamba) a través del sureste de La Libertad hasta el extremo noroeste de Huánuco.